# تراجع (جيولوجيا)

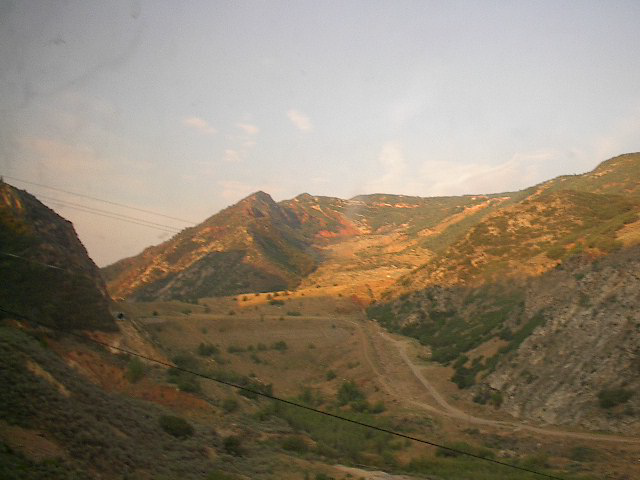

في الجيولوجيا، التراجع (بالإنجليزية: Slump)‏ هو نوع من حركة انتقال المواد السطحية على طول مستوى المنحني بشكل نصف دائري، ويحدث على منحدرات حيث توجد طبقة قابلة للاختراق كالرملية مثلاُ فوق مادة غير قابلة للاختراق مثل الطين. وتشمل الأسباب الناجمة عن التراجع الزلازل، والسيل الشامل، والتجميد والذوبان، وغيرها.